# Візитація (церковна)
Візита́ція (єпископська, канонічна, душпастирська)(лат. visitare — відвідувати) — церковна практика, під час якої церковний настоятель відвідує парафію та інспектує її діяльність для підтримки віри, дисципліни та виправлення зловживань. Особа, делегована для здійснення таких візитацій, називається візитатором. Коли у виняткових випадках Святий Престол делегує апостольського візитатора (або візитаторів) «для оцінки церковної інституції, такої як семінарія, єпархія чи релігійний інститут [...], щоб сприяти вдосконаленню діяльності цієї інституції у виконанні її ролі в житті Церкви», це називається апостольською візитацією.

## Католицька церква
Практику візитацій в католицькій церкві затвердив Тридентський собор (1545—1563 років):
Патріархи, примаси, митрополити та єпископи не повинні ухилятися від особистих відвідин своїх відповідних єпархій, або, якщо їм законно перешкоджають, через свого генерального вікарія чи візитатора; якщо вони не можуть з огляду на її розміри щорічно відвідувати всю [єпархію], вони повинні відвідувати принаймні більшу її частину так, що вся [єпархія] повинна бути завершена за два роки або ними самими, або їхніми візитаторами.
Щодо мети візитації Собор зазначає:
Але головною метою всіх візитацій має бути приведення до здорового і православного вчення шляхом вигнання єресей; підтримання доброї моралі та виправлення злої; пробудження народу заохоченнями і настановами до релігії, миру і невинності; а також утвердження інших речей, які, на думку розсудливості візитаторів, можуть бути корисними для вірних, відповідно до часу, місця і можливості.

### Право візитації
Право візитації належить усім прелатам, які мають церковну юриздикцію над особами на зовнішньому форумі. Папа через своїх делегатів може призначати візитацію по всьому світу, патріархам, примасам, митрополитам, єпископам, апостольським вікаріям та капітулярним вікаріям або адміністраторам недіючих єпархій, усіх на їхніх відповідних територіях, релігійних настоятелів у межах своєї юрисдикції. Територіальний прелат користується цим правом разом із сусіднім єпископом, вказівки якого в разі незгоди матимуть перевагу. Однак візитація не входить до компетенції генерального вікарія, якщо він не буде спеціально уповноважений на це єпископом. Митрополиту не дозволяється відвідувати єпархії своїх єпископів-суфраганів, окрім як з причин, затверджених провінційним синодом, і тільки після завершення візитації його власної єпархії.
Канонічну візитацію дієцезії здійснює єпископ сам особисто, якщо на це немає законних перешкод. Єпископ може відвідувати різні частини своєї єпархії так часто, як він вважає за потрібне. Згідно з Тридентським собором, він повинен робити це щороку, якщо це можливо, або принаймні кожні два роки. Декрет Священної Конгрегації Консисторії «A remotissima» від 31 грудня 1909 року, а також Третій Пленарний Собор у Балтімор вимагав від єпископа відвідувати кожну частину своєї єпархії принаймні раз на три роки, не тільки для того, щоб він міг здійснити таїнство миропомазання, але й для того, щоб знати свою паству. Канонічна візитація відповідно до Кодексу Канонів Східних Церков, здійснюється принаймі раз на п’ять років.
Як делегат Апостольського Престолу, єпископ також може відвідувати місця, куди заборонено доступ, але може карати правопорушників лише тоді, коли звичайний настоятель, що належним чином повідомлений, не робить цього. Релігійні спільноти монахинь єпископ відвідує або за власним бажанням, або як делегат Святого Престолу.
Духовні наставники також відвідують канонічно підпорядковані їм установи та осіб, дотримуючись статуту і звичаїв свого чину. Зусилля настоятельок монастирів спрямовані головним чином на заохочення ревності та дисципліни; їхні повноваження обмежуються виправленням незначних порушень правил, оскільки вони позбавлені канонічної юрисдикції. Про труднощі, які вони не в змозі вирішити, повідомляють єпископа або іншого старшого настоятеля.

### Мета візитації
Об'єктами візитації є особи, місця та речі. Метою візитації є перевірка поведінки людей, а саме: духовенства, монахинь і мирян; огляд стану церков, цвинтарів, семінарій, монастирів, лікарень, притулків і т.д., їхнього благоустрою та інвентарю, управління церковним майном, фінансів, документації, стану конфесії: якщо коротко, це повне дослідження духовних і мирських справ єпархії. Візитатор вислуховує скарги, розслідує правопорушення, перевіряє належне виконання обов'язків душпастирями та іншими особами, а також оцінює особисту поведінку та моральний стан духовенства і мирян.
Єпископська візитація — це передусім батьківське дослідження єпархіальних справ, а не адміністративне. Отже, формальні судові процеси та судові покарання не будуть активними: у разі їхнього застосування можна буде подати апеляцію на призупинення дію декрету. В іншому випадку оскарження декретів, виданих під час візитації, матиме лише деволюційний ефект. Прийняті постанови повинні виконуватися, а оригінальний звіт про всю візитацію повинен зберігатися в єпархіальному архіві як офіційний документ, а також щоб єпископ під час свого візиту ad limina міг надати Святому Престолу точний звіт про стан справ у своїй єпархії. Цей звіт для Папи повинен підписати не лише єпископ, але й один із візитаторів-помічників. Єпископ або інший візитатор, користуючись гостинністю, не повинен приймає жодних підношень за відвідини.
Понтифікал містить церемонії, яких слід дотримуватися під час офіційного відвідування парафії. Біля дверей церкви єпископ у каппа магна цілує розп’яття, приймає свячену воду і кадить; потім, йдучи до святилища, він стає на коліна, доки не виголосить визначену молитву. Піднявшись до вівтаря, єпископ уділяє своє урочисте архієрейське благословення. Після цього виголошується проповідь, в якій розповідає про мету візитації. Далі дає індульгенцію, яку він уповноважений надавати. Одягнувши чорну ризу і просту митру, єпископ читає молитви за спочилих архієреїв єпархії. Далі процесія прямує до цвинтаря, якщо він знаходиться неподалік, або до якогось зручного місця в церкві, де має бути встановлений катафалк: там підносяться молитви за всіх спочилих вірних. Після повернення до санктуарію церемонія завершується ще однією молитвою за померлих. Перевдягнувшись у білі ризи замість чорних, єпископ оглядає скинію та її вміст (благословляючи людей дароносицею), вівтарі, купіль для хрещення, миро, сповідальні, реліквії, ризниці, записи, цвинтар, споруди тощо, як це було описано вище. Насамкінець понтифікал містить молитви, які необхідно промовляти наодинці перед від'їздом єпископа та його помічників.

## Візитації в Україні
На початку березня 2023 року в Мукачівській дієцезії проходили канонічні візитації, де єпископ Микола Петро Лучок, Апостольський адміністратор, у супроводі отця Сергія Герзанича, канцлера курії, відвідували парафії.
|                         | Особисто досвідчую велику Божу благодать та його присутність у часі візитацій. Хочеться зацитувати єпископа Миколу, який після кожної візитації, яка насправді вимагає багато сил та енергії, по дорозі додому завжди каже: «…наскільки все це було потужно». Подяка Богу за таку унікальну можливість бути єпископу в кожній парафії не лише на короткий час урочистості, але і декілька днів у такій неформальній обстановці» |
| — отець Сергій Герзанич | |

11 лютого 2024 року архієпископ і митрополит Тернопільсько-Зборівський УГКЦ Василій Семенюк візитував парафію с. Вовчківці. Архієрей очолив Божественну Літургію, на якій спільно зі священниками та вірними молилися за Україну та українське військо.
Канонічні пастирські візитації архієпископа Мечислава Мокшицького Львівської архідієцезії відбуваються в кожній парафії що 5 років. Остання припала на 2-3 березня 2024 року і відбувалась у Бережанах, Біще, Куропатниках та Підгайцях, що на Тернопільщині.